# Stelling van Vitali-Hahn-Saks
In de maattheorie, een deelgebied van de wiskunde, zegt de stelling van Vitali-Hahn-Saks in wezen dat de verzamelingsgewijze limiet van een rij gesigneerde maten ook een dergelijke maat is.

## Stelling
Laat {\displaystyle (\mu _{n})_{n}} een rij gesigneerde maten zijn op een meetbare ruimte {\displaystyle (X,\,\Sigma )} die absoluut continu zijn ten opzichtre van een maat {\displaystyle \nu } op  {\displaystyle (X,\,\Sigma )} en die voldoen aan de eigenschap dat voor iedere verzameling {\displaystyle A\in \Sigma } de rij {\displaystyle \mu _{n}(A)} convergent is. Dan is  {\displaystyle \mu }, gedefinieerd door:
{\displaystyle \mu (A)=\lim _{n\to \infty }\mu _{n}(A)}
ook een gesigneerde maat op {\displaystyle (X,\,\Sigma )} die absoluut continu is ten opzichtre van {\displaystyle \nu }.
De stelling is genoemd naar de wiskundigen Giuseppe Vitali, Hans Hahn en Stanisław Saks.